# FMS (企業)
株式会社FMSは東京都町田市に本社を置く企業である。主にコンベヤ・仕分けコンベヤ・各種自動化装置をはじめとした日本の物流自動化システム・機器のメンテナス・工事を請け負う会社である。

## 企業概要
2004年（平成17年）、関東エリアを商圏に鉄骨建方・ボルト本締め・鍛冶工事一式などの建設工事を目的として「エフエムエス」を設立。
2007年（平成19年）、関東エリアを商圏にマテハン機器のサービスエンジニア業開設を目的として「株式会社FMS」へ法人化。建設業とマテハン事業の2本柱で事業展開。
2011年（平成23年）、東日本大震災倉庫復旧業者（薬品製造ラインの復旧などを行う）
2017年（平成29年）、福美施有限機械公司(中華民国)を設立。アジア圏へ進出。
2020年（令和2年）、ホクショー株式会社より業務委託を受け、ホクショー株式会社仙台サービスステーションを開業。
2021年（令和3年）、マテハン事業拡大の為、マテハン事業の1本化を行う。

## メンテナス・部品交換工事取り扱い商品

### 垂直搬送システム
- 垂直連続搬送機 バーチレーター
- 垂直往復搬送機 オートレーター
- 垂直仕分け搬送機 ハイトレー

### バラ物自動仕分けシステム
- PAS I ／ PAS I α
- PAS II ／ 高速PAS II

### 仕分け搬送システム
- スライドシュー式ケースソーター オートソーターFP20
- スライドシュー式ケースソーター オートソーターFP30
- スライドシュー式ピースソーター オートソーターmini

### 無人搬送車システム
- 自動ラック無人搬送車 HART500

### クリーン垂直搬送システム
- クリーン環境対応 垂直高速搬送機 クリーンオートレーター
- クリーン環境対応 垂直連続トレー搬送機 クリーンハイトレー

### コンベヤシステム
- ローラーコンベヤ（リング駆動・チェーン駆動・ベルト駆動・アキュムレーティング）
- 高速スイング（スイングローラー分岐ユニット）

### 各種自動化ライン・装置
- 食膳自動搬送システム ZEN
- 音声対話型作業支援システム VIOSS
- 検品ワーク総合ツール KIT
- パレットチェンジシステム
- オリコン入･出荷ライン
- デジタルピッキングライン
- リサイクルセンター搬送ライン
- 段積み段バラシ装置
- 直角座標式パレタイザー
- 高床式パレタイザー
- トラバーサー（軌道式搬送台車）
- 生産ラインシステム（フリーフローコンベヤ）

## メディア掲載
マテハン機器保全技術継承組合(旧ユースカラー)との共同プロジェクトにてメンテナンス作業員の技術教育がMHジャーナルにて掲載される。技術継承を目的とした教育環境の整備に力を入れている。現在ではホクショー株式会社の製品を中心に新型機器などの技術教育動画の作成を行っている。

## 事業所
本社
- 〒194－0035　東京都町田市忠生1丁目13-16

忠生倉庫
- 〒194－0035　東京都町田市忠生1-5-1

仙台営業所
- 〒982－0804　宮城県仙台市太白区鈎取4－4－51310エスベランサ102A

練馬営業所（協力会社：株式会社エスプリット）
- 〒177-0031　東京都練馬区三原台3-28-18

相模原営業所（協力会社：株式会社Ｎｕｔｓ）
- 〒252－0203　神奈川県相模原市中央区東淵野辺5丁目20番5号

根岸営業所（協力会社：株式会社EAS）
- 〒194-0038 東京都町田市根岸１丁目1−４

海外拠点
- 福美施機械有限公司(TAIWAN FMS MACHINERY CO., LTD.)臺中市西區臺灣大道二段307號6樓之1

## 役員
- 代表取締役社長 - 藤田正人
- 取締役 - 津野天志
- 取締役 - 小林航

(2022年12月現在)